# Falciot del Pacífic
El falciot del Pacífic (Apus pacificus) és una espècie d'ocell de la família dels apòdids (Apodidae) que vola sobre camps oberts, zones amb arbres, terrenys rocosos i costes, criant sobre penya-segats, coves i edificis des del sud de Sibèria, illes Kurils, el Kazakhstan, Mongòlia, Xina, Indoxina, Taiwan, Filipines, Japó i les illes Ryukyu i Izu.